# Megalithanlagen auf dem Archipel von Molene

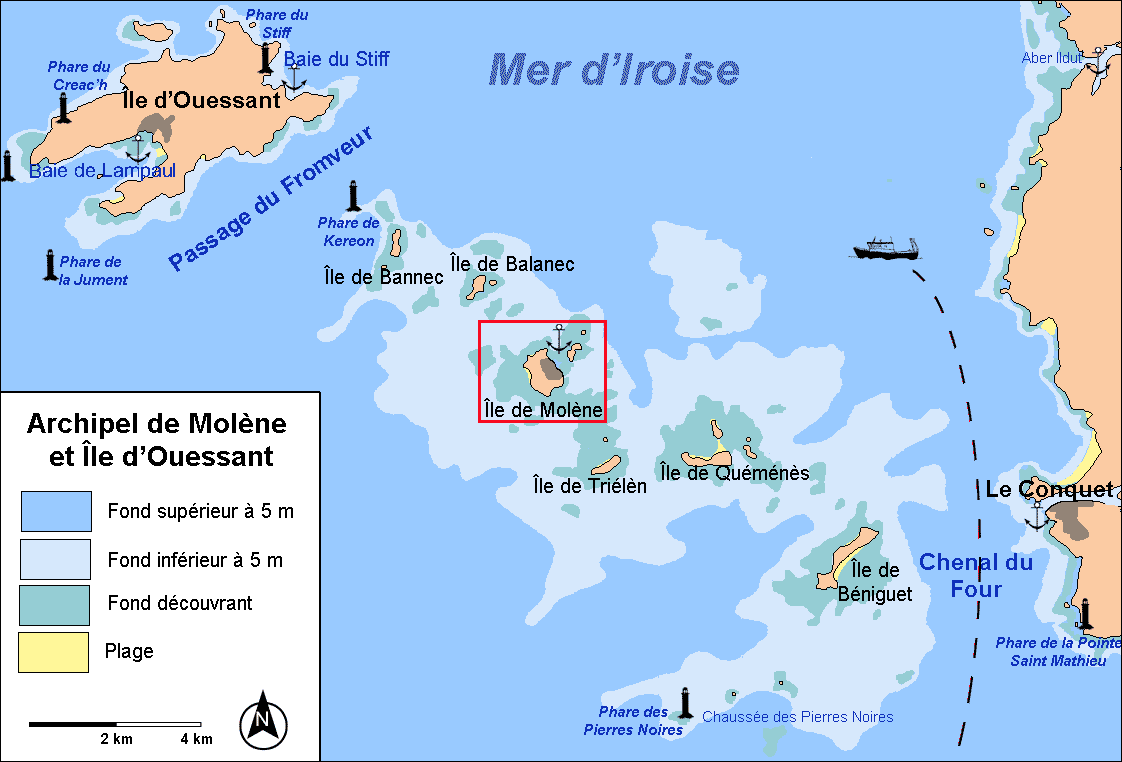
Karte des Archipels

Die Megalithanlagen auf dem Archipel von Molene im Département Finistère in der Bretagne in Frankreich liegen auf der Île-Molène (der Trockenmauerwerksbau Beg-ar-Loued – deutsch „der Schlechtriechende“) sowie auf fünf und damit fast auf jeder der kleineren Inseln des Archipels im Parc naturel régional d’Armorique.
Auf der Île de Bannec (auch Baneg oder Banneck), der Île de Balanec, der Île de Béniguet (Reste dreier Allée couvertes), der Île de Triélin (Tumuli und Dolmenreste) und der Doppelinsel Île de Lédénes-Quéménès mit einer nach einem Sturm erst 2008 entdeckten Megalithanlage, die zu den ältesten der Region gehört, und den Anlagen am Beg ar Groarc’h gehört der Archipel zu den dichtesten Standorten des Finistère. Der gestörte Dolmen besteht aus fünf Steinen. Es liegt in einem Hügel. Einige verstreut liegende Platten können Reste des Dolmens sein. Der zweite Platz ist ein etwa 43,0 m langer, 9,5 m breiter und 0,3 m hoher Hügel. Die sichtbaren Steine können die Reste einer Allée couverte oder eines einfachen Dolmens sein.
Die Denkmale bestehen aus Dolmen, Køkkenmøddingern, Menhiren, Steinreihen und Tumuli und wurden zum Teil bereits im frühen 20. Jahrhundert von Paul du Châtellier (1833–1911) untersucht.